# Sola Aoi

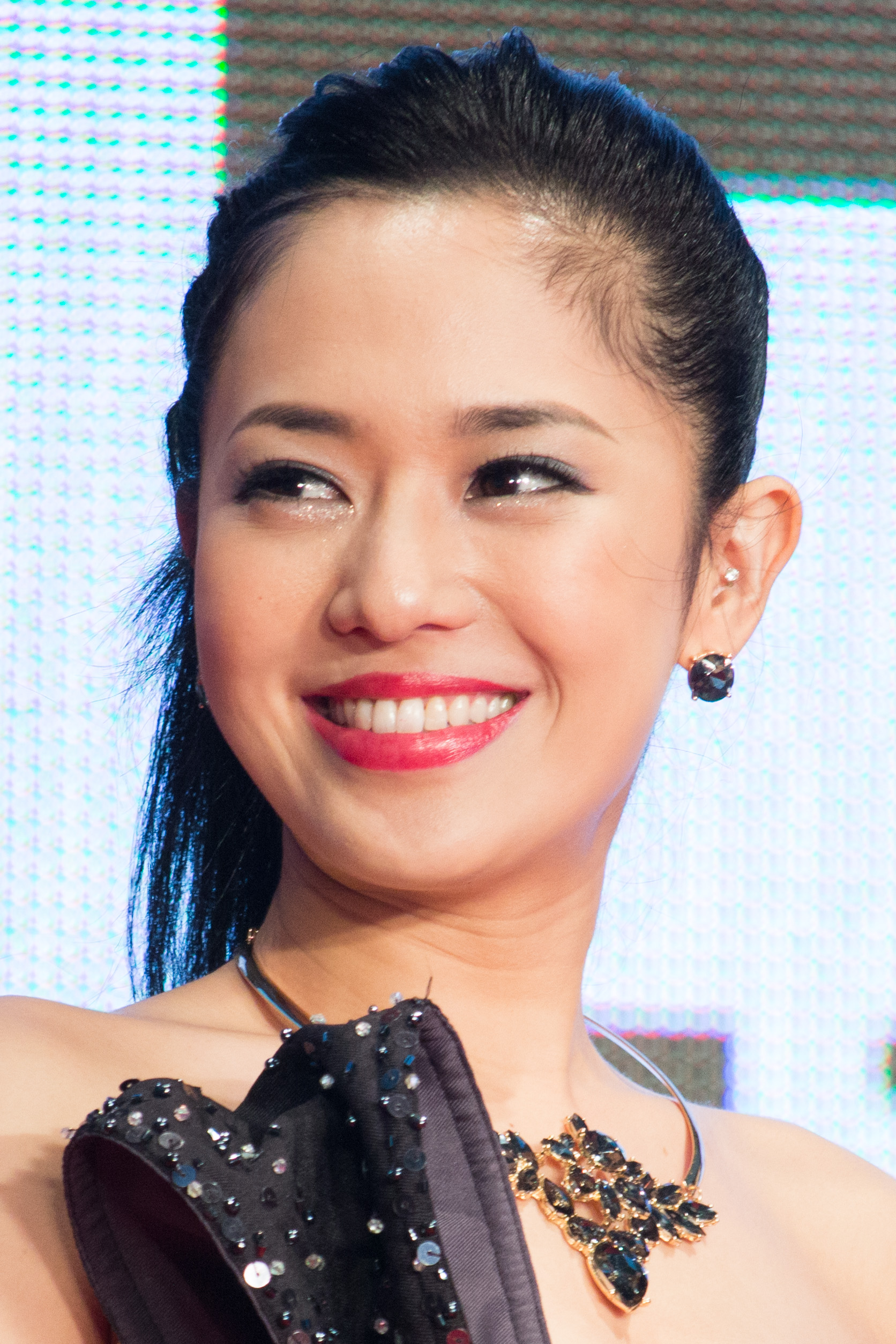
Sola Aoi (2015)

Sola Aoi (anhörenⓘ, jap. 蒼井 そら, Aoi Sora; * 11. November 1983 in Tokio) ist eine japanische Pornodarstellerin, Schauspielerin, Erotikmodell und Idol. Eine alternative Transkription ihres Namens ist Sora Aoi, sie selbst benutzt stets die Variante Sola. Als Model des Labels S1 war sie in mehr als 50 DVD-Produktionen zu sehen. Für Kino und Fernsehen stand sie in zahlreichen Pinku eiga und Ero guro vor der Kamera. Seit 2008 gehört sie außerdem der Idol-Girlgroup Ebisu Muscats an, deren erste Leaderin sie war.

## Werdegang
Im November 2001 debütierte Sola Aoi als Erotikmodell. Zu dieser Zeit entstand auch ihr Pseudonym, das ein Homophon des japanischen Ausdrucks für „blauer Himmel“ ist. Im Juli 2002 dreht sie ihren ersten Adult-Video-Film Happy Go Lucky! für die Produktionsfirma Alice Japan (jap. アリスJAPAN). Bei der Gründung der Produktionsfirma S1 (jap. エスワン) wechselte Sola im November 2004 zu diesem Label und war längere Zeit dessen Aushängeschild. In den Jahren bis 2011 entstanden für S1 über 50 DVD-Produktionen.
Den Vermarktungsmechanismen japanischer Pornografie folgend kam Sola auch rasch zu Rollen im japanischen Fernsehen und in Filmen. 2003 hatte sie eine Rolle in der japanischen Fernsehserie Tokumei Kakarichō Tadano Hitoshi (特命係長・只野仁, Sonderbeauftragter Tadano Hitoshi). Ihr Filmdebüt gab Sola ebenfalls 2003 mit dem Film Gun Crazy 4. Seitdem hat sie auch in mehreren, im Grenzbereich zwischen Thriller, Erotik- und Horrorfilm (Ero guro) angesiedelten Filmen mitgespielt. Sie hatte die Hauptrollen im Thriller Fuk sau che chi sei von Ching Po Wong und der Manga-Adaption Kyonyû doragon: Onsen zonbi vs sutorippâ 5 von Takao Nakano, beide von 2010. Im Jahr 2011 spielte sie in der Horror-Komödie Suster keramas 2 von Findo Purwono, im Drama The Egoists von Ryuichi Hiroki nach einem Roman von Kenji Nakagami und im fiktionalen Teil des Experimentalfilms Three Points von Masashi Yamamoto. 2014 war sie Hauptdarstellerin in der Erotik-Komödie I Fine Thank You Love You von Mez Tharatorn.
Seit 2008 gehört sie außerdem der aus zahlreichen AV Idols bestehenden Girlgroup Ebisu Muscats (jap. 恵比寿マスカッツ) an, die innerhalb der Fernsehshow Onegai! Muscat  (jap. おねがい マスカット) formiert wurde. Sie war bei der Gründung der Gruppe deren Kopf und gehört der 2015 personell vollständig erneuerten Gruppe gemeinsam mit Yuma Asami und Tina Yuzuki aus der früherer Besetzung weiterhin als sogenanntes PTA-Mitglied an. 2006 veröffentlichte sie außerdem die Solo-Single Hadaka no Kiss.
Bis heute spielte Sola Aoi in über 60 Pornofilmen sowie diversen Fernsehserien und Filmen. Zudem hatte sie zahlreiche Auftritte in japanischen Fernsehshows und veröffentlichte mehrere Fotobände.
Sie beendete ihre Pornokarriere 2018 und erklärte im Januar 2019, dass sie verheiratet und schwanger sei.